# Tom Kannmacher
Tom Kannmacher (* 1949) ist ein deutscher Folkmusiker und Liedermacher.
Kannmacher, der zunächst Blockflöte und Violine spielte, ist seit 1965 als Folkmusiker aktiv; er absolvierte ein Studium als Allgemeiner Musikerzieher an der Musikhochschule Rheinland, Abt. Wuppertal mit Hauptfach Gitarre bei Dieter Kreidler. 1972 begründete er mit Jürgen Schöntges und anderen Musikern die Deutsch-Folk-Bewegung und legte in den nächsten Jahren mit Schöntges die Duo-Alben Wer jetzig Zeiten leben will und Wenn alle Brünnlein fließen vor. In Archiven suchte er Anfang der 1970er Jahre nach traditionellen deutschsprachigen Liedern, die er zu Banjo, Drehleier oder Scheitholt vortrug, bis hin zu Texten von Oswald von Wolkenstein, dem er mit Wilfried Jochims und Michael Schäfer eine eigene Platte widmete. Daneben sang er eigene Lieder, die das Zeitgeschehen kommentierten. Auch begleitete er Hein & Oss sowie Heinz Rudolf Kunze. Seit 1976 beschäftigt er sich mit den Uilleann Pipes und spielt irische Folkmusik. Mit seinem Ensemble Reel Bach Consort arrangiert er Stücke von Johann Sebastian Bach im Folkstil. Er hat das einzige deutschsprachige Schulwerk für Uilleann Pipes verfasst und einige Verbesserungen für dieses Instrument entwickelt. Mit seiner CD Music of the Gentlemen Pipers hat er Musik für Uilleann Pipes (Union Pipes, Pastoral Pipes) aus der Zeit zwischen 1750 und 1850 erstmals eingespielt.
Kannmacher unterrichtete 1980 bis 2011 an der Bonner Musikschule Gitarre, traditionelle irische Instrumente und Folk-Ensembles; aus seiner Klasse gingen einflussreiche Musiker der Bonner Musikerszene für Irische Musik hervor. Seine Gruppe Young Folks z. B. war Preisträger beim Folk-Worldmusic Wettbewerb NRW, den der Landesmusikrat Nordrhein-Westfalen mit den Musikschulen durchführte. Er unterrichtet heute für die Deutsche Uilleann Pipes Gesellschaft (DUPG), die George Carruther’s Irish Music School und das Studienhaus für keltische Sprachen und Kulturen (SKSK).